# Вяхирев, Аполлон Николаевич
Аполлон Николаевич Вяхирев (23 мая 1883, Нижний Новгород — осень 1933, там же) — русский шахматист, участник всероссийских соревнований.

## Биография
Был старшим из шести детей. Отец — Николай Иванович Вяхирев, чиновник, подпоручик в отставке, участник Русско-турецкой войны 1877—1878 гг. Дед — Иван Петрович Вяхирев, уроженец Балахны, купец 1-й гильдии, почетный гражданин Нижнего Новгорода.
Окончил юридический факультет Московского университета. Во время учёбы вступил в Московский шахматный кружок. В 1904 году стал чемпионом кружка, опередив в числе прочих А. Ф. Гончарова, Б. В. Любимова, Д. Н. Павлова, В. А. Бояркова. В том же году выиграл показательную партию у М. И. Чигорина.
Явно превосходил всех шахматистов кружка Московского университета: давал им сеансы одновременной игры вслепую, в турнирах кружка играл с форой.
Участвовал в турнире по переписке журнала «Шахматное обозрение», а также в турнире князя Шаховского. В обоих соревнованиях играл с А. А. Алехиным. Партия, которую Алехин выиграл у Вяхирева в турнире князя Шаховского, неоднократно перепечатывалась с примечаниями будущего чемпиона мира.
В период с 1909 по 1912 год участвовал в нескольких Всероссийских турнирах любителей.
Партию, которую Вяхирев проиграл П. А. Романовскому во Всероссийском турнире любителей 1909 года, чемпион мира Эмануил Ласкер прокомментировал для турнирного сборника. В этом же турнире Вяхирев получил приз за красоту (победа над С. К. Избинским).
Был поклонником М. И. Чигорина. Играл в остроатакующем стиле. Особое значение придавал эстетической стороне шахматного творчества.
Участвовал в революционном движении. В 1905 году принимал участие в забастовках, московском вооруженном восстании, боях на Пресне. В 1913 году в Московской судебной палате проходил по делу об издании запрещенной литературы. Был амнистирован в связи с празднованием 300-летия дома Романовых.
После начала Первой мировой войны был мобилизован. Участвовал в боевых действиях. С 22 ноября 1917 года был комендантом Нижнего Новгорода (избран общим собранием солдатской секции и представителей полковых и комендантских комитетов). В феврале 1919 года был призван в Красную армию. Сначала занимался подготовкой личного состава, потом воевал на колчаковском фронте, затем служил во Владикавказе. Демобилизовался осенью 1922 года.
После демобилизации жил в Нижнем Новгороде, работал в юридической консультации Канавина (позднее — Канавинского района Нижнего Новгорода). Вел юридический отдел в газете «Нижегородская коммуна».
Был членом правления Нижегородского шахматного кружка. В 1924 году победил в турнире сильнейших шахматистов Нижнего Новгорода, а затем выиграл матч у действующего чемпиона города. Чемпионское звание сохранял до 1929 года.
В молодости увлекался поэзией. В 1907—1910 годах публиковал свои стихи в газете «Нижегородский листок». По творческим установкам был близок декадентам.

## Спортивные результаты
| Год         | Город           | Соревнование                                          | + | −  | = | Результат     | Место |
| ----------- | --------------- | ----------------------------------------------------- | - | -- | - | ------------- | ----- |
| 1904        | Москва          | Турнир Московского шахматного кружка                  |   |    |   | 11½ из 14     | 1     |
|             | Москва          | Показательная партия с М. И. Чигориным                | 1 | 0  | 0 | 1 из 1        |       |
| 1906 — 1907 |                 | 9-й турнир по переписке журнала «Шахматное обозрение» |   |    |   |               |       |
| 1906 — 1907 |                 | Турнир по переписке князя Шаховского                  | 6 | 3  | 6 | 9 из 18       | 4     |
| 1909        | Петербург       | Всероссийский турнир любителей памяти М. И. Чигорина  | 4 | 10 | 2 | 5 из 16       | 15—16 |
| 1911        | Петербург       | Всероссийский турнир любителей                        |   |    |   | 8 из 17       | 8     |
| 1912        | Саратов         | Всероссийский турнир любителей                        |   |    |   | 9 из 17       | 7—9   |
|             | Нижний Новгород | Турнир Нижегородского шахматного собрания             |   |    |   |               | 1     |
| 1924        | Нижний Новгород | Турнир сильнейших шахматистов города                  |   |    |   |               | 1     |
|             | Нижний Новгород | Матч с Наполиным (за звание чемпиона города)          |   |    |   | Матч выигран  |       |
| 1929        | Нижний Новгород | Матч с Н. Н. Баутиным (за звание чемпиона города)     |   |    |   | Матч проигран |       |

## Примечательная партия
|   | a | b | c | d | e | f | g | h |   |
| - | --- | --- | --- | --- | --- | --- | --- | --- | - |
| 8 | h8 чёрный король · h6 белая пешка · b5 чёрная пешка · d5 чёрная пешка · e5 белая пешка · h5 чёрный ферзь · c4 чёрная пешка · d4 белая пешка · e4 чёрный слон · f3 чёрная ладья · b2 белая пешка · d2 белый слон · e2 белый ферзь · g2 белая ладья · h2 белая пешка · h1 белый король | h8 чёрный король · h6 белая пешка · b5 чёрная пешка · d5 чёрная пешка · e5 белая пешка · h5 чёрный ферзь · c4 чёрная пешка · d4 белая пешка · e4 чёрный слон · f3 чёрная ладья · b2 белая пешка · d2 белый слон · e2 белый ферзь · g2 белая ладья · h2 белая пешка · h1 белый король | h8 чёрный король · h6 белая пешка · b5 чёрная пешка · d5 чёрная пешка · e5 белая пешка · h5 чёрный ферзь · c4 чёрная пешка · d4 белая пешка · e4 чёрный слон · f3 чёрная ладья · b2 белая пешка · d2 белый слон · e2 белый ферзь · g2 белая ладья · h2 белая пешка · h1 белый король | h8 чёрный король · h6 белая пешка · b5 чёрная пешка · d5 чёрная пешка · e5 белая пешка · h5 чёрный ферзь · c4 чёрная пешка · d4 белая пешка · e4 чёрный слон · f3 чёрная ладья · b2 белая пешка · d2 белый слон · e2 белый ферзь · g2 белая ладья · h2 белая пешка · h1 белый король | h8 чёрный король · h6 белая пешка · b5 чёрная пешка · d5 чёрная пешка · e5 белая пешка · h5 чёрный ферзь · c4 чёрная пешка · d4 белая пешка · e4 чёрный слон · f3 чёрная ладья · b2 белая пешка · d2 белый слон · e2 белый ферзь · g2 белая ладья · h2 белая пешка · h1 белый король | h8 чёрный король · h6 белая пешка · b5 чёрная пешка · d5 чёрная пешка · e5 белая пешка · h5 чёрный ферзь · c4 чёрная пешка · d4 белая пешка · e4 чёрный слон · f3 чёрная ладья · b2 белая пешка · d2 белый слон · e2 белый ферзь · g2 белая ладья · h2 белая пешка · h1 белый король | h8 чёрный король · h6 белая пешка · b5 чёрная пешка · d5 чёрная пешка · e5 белая пешка · h5 чёрный ферзь · c4 чёрная пешка · d4 белая пешка · e4 чёрный слон · f3 чёрная ладья · b2 белая пешка · d2 белый слон · e2 белый ферзь · g2 белая ладья · h2 белая пешка · h1 белый король | h8 чёрный король · h6 белая пешка · b5 чёрная пешка · d5 чёрная пешка · e5 белая пешка · h5 чёрный ферзь · c4 чёрная пешка · d4 белая пешка · e4 чёрный слон · f3 чёрная ладья · b2 белая пешка · d2 белый слон · e2 белый ферзь · g2 белая ладья · h2 белая пешка · h1 белый король | 8 |
| 7 | h8 чёрный король · h6 белая пешка · b5 чёрная пешка · d5 чёрная пешка · e5 белая пешка · h5 чёрный ферзь · c4 чёрная пешка · d4 белая пешка · e4 чёрный слон · f3 чёрная ладья · b2 белая пешка · d2 белый слон · e2 белый ферзь · g2 белая ладья · h2 белая пешка · h1 белый король | h8 чёрный король · h6 белая пешка · b5 чёрная пешка · d5 чёрная пешка · e5 белая пешка · h5 чёрный ферзь · c4 чёрная пешка · d4 белая пешка · e4 чёрный слон · f3 чёрная ладья · b2 белая пешка · d2 белый слон · e2 белый ферзь · g2 белая ладья · h2 белая пешка · h1 белый король | h8 чёрный король · h6 белая пешка · b5 чёрная пешка · d5 чёрная пешка · e5 белая пешка · h5 чёрный ферзь · c4 чёрная пешка · d4 белая пешка · e4 чёрный слон · f3 чёрная ладья · b2 белая пешка · d2 белый слон · e2 белый ферзь · g2 белая ладья · h2 белая пешка · h1 белый король | h8 чёрный король · h6 белая пешка · b5 чёрная пешка · d5 чёрная пешка · e5 белая пешка · h5 чёрный ферзь · c4 чёрная пешка · d4 белая пешка · e4 чёрный слон · f3 чёрная ладья · b2 белая пешка · d2 белый слон · e2 белый ферзь · g2 белая ладья · h2 белая пешка · h1 белый король | h8 чёрный король · h6 белая пешка · b5 чёрная пешка · d5 чёрная пешка · e5 белая пешка · h5 чёрный ферзь · c4 чёрная пешка · d4 белая пешка · e4 чёрный слон · f3 чёрная ладья · b2 белая пешка · d2 белый слон · e2 белый ферзь · g2 белая ладья · h2 белая пешка · h1 белый король | h8 чёрный король · h6 белая пешка · b5 чёрная пешка · d5 чёрная пешка · e5 белая пешка · h5 чёрный ферзь · c4 чёрная пешка · d4 белая пешка · e4 чёрный слон · f3 чёрная ладья · b2 белая пешка · d2 белый слон · e2 белый ферзь · g2 белая ладья · h2 белая пешка · h1 белый король | h8 чёрный король · h6 белая пешка · b5 чёрная пешка · d5 чёрная пешка · e5 белая пешка · h5 чёрный ферзь · c4 чёрная пешка · d4 белая пешка · e4 чёрный слон · f3 чёрная ладья · b2 белая пешка · d2 белый слон · e2 белый ферзь · g2 белая ладья · h2 белая пешка · h1 белый король | h8 чёрный король · h6 белая пешка · b5 чёрная пешка · d5 чёрная пешка · e5 белая пешка · h5 чёрный ферзь · c4 чёрная пешка · d4 белая пешка · e4 чёрный слон · f3 чёрная ладья · b2 белая пешка · d2 белый слон · e2 белый ферзь · g2 белая ладья · h2 белая пешка · h1 белый король | 7 |
| 6 | h8 чёрный король · h6 белая пешка · b5 чёрная пешка · d5 чёрная пешка · e5 белая пешка · h5 чёрный ферзь · c4 чёрная пешка · d4 белая пешка · e4 чёрный слон · f3 чёрная ладья · b2 белая пешка · d2 белый слон · e2 белый ферзь · g2 белая ладья · h2 белая пешка · h1 белый король | h8 чёрный король · h6 белая пешка · b5 чёрная пешка · d5 чёрная пешка · e5 белая пешка · h5 чёрный ферзь · c4 чёрная пешка · d4 белая пешка · e4 чёрный слон · f3 чёрная ладья · b2 белая пешка · d2 белый слон · e2 белый ферзь · g2 белая ладья · h2 белая пешка · h1 белый король | h8 чёрный король · h6 белая пешка · b5 чёрная пешка · d5 чёрная пешка · e5 белая пешка · h5 чёрный ферзь · c4 чёрная пешка · d4 белая пешка · e4 чёрный слон · f3 чёрная ладья · b2 белая пешка · d2 белый слон · e2 белый ферзь · g2 белая ладья · h2 белая пешка · h1 белый король | h8 чёрный король · h6 белая пешка · b5 чёрная пешка · d5 чёрная пешка · e5 белая пешка · h5 чёрный ферзь · c4 чёрная пешка · d4 белая пешка · e4 чёрный слон · f3 чёрная ладья · b2 белая пешка · d2 белый слон · e2 белый ферзь · g2 белая ладья · h2 белая пешка · h1 белый король | h8 чёрный король · h6 белая пешка · b5 чёрная пешка · d5 чёрная пешка · e5 белая пешка · h5 чёрный ферзь · c4 чёрная пешка · d4 белая пешка · e4 чёрный слон · f3 чёрная ладья · b2 белая пешка · d2 белый слон · e2 белый ферзь · g2 белая ладья · h2 белая пешка · h1 белый король | h8 чёрный король · h6 белая пешка · b5 чёрная пешка · d5 чёрная пешка · e5 белая пешка · h5 чёрный ферзь · c4 чёрная пешка · d4 белая пешка · e4 чёрный слон · f3 чёрная ладья · b2 белая пешка · d2 белый слон · e2 белый ферзь · g2 белая ладья · h2 белая пешка · h1 белый король | h8 чёрный король · h6 белая пешка · b5 чёрная пешка · d5 чёрная пешка · e5 белая пешка · h5 чёрный ферзь · c4 чёрная пешка · d4 белая пешка · e4 чёрный слон · f3 чёрная ладья · b2 белая пешка · d2 белый слон · e2 белый ферзь · g2 белая ладья · h2 белая пешка · h1 белый король | h8 чёрный король · h6 белая пешка · b5 чёрная пешка · d5 чёрная пешка · e5 белая пешка · h5 чёрный ферзь · c4 чёрная пешка · d4 белая пешка · e4 чёрный слон · f3 чёрная ладья · b2 белая пешка · d2 белый слон · e2 белый ферзь · g2 белая ладья · h2 белая пешка · h1 белый король | 6 |
| 5 | h8 чёрный король · h6 белая пешка · b5 чёрная пешка · d5 чёрная пешка · e5 белая пешка · h5 чёрный ферзь · c4 чёрная пешка · d4 белая пешка · e4 чёрный слон · f3 чёрная ладья · b2 белая пешка · d2 белый слон · e2 белый ферзь · g2 белая ладья · h2 белая пешка · h1 белый король | h8 чёрный король · h6 белая пешка · b5 чёрная пешка · d5 чёрная пешка · e5 белая пешка · h5 чёрный ферзь · c4 чёрная пешка · d4 белая пешка · e4 чёрный слон · f3 чёрная ладья · b2 белая пешка · d2 белый слон · e2 белый ферзь · g2 белая ладья · h2 белая пешка · h1 белый король | h8 чёрный король · h6 белая пешка · b5 чёрная пешка · d5 чёрная пешка · e5 белая пешка · h5 чёрный ферзь · c4 чёрная пешка · d4 белая пешка · e4 чёрный слон · f3 чёрная ладья · b2 белая пешка · d2 белый слон · e2 белый ферзь · g2 белая ладья · h2 белая пешка · h1 белый король | h8 чёрный король · h6 белая пешка · b5 чёрная пешка · d5 чёрная пешка · e5 белая пешка · h5 чёрный ферзь · c4 чёрная пешка · d4 белая пешка · e4 чёрный слон · f3 чёрная ладья · b2 белая пешка · d2 белый слон · e2 белый ферзь · g2 белая ладья · h2 белая пешка · h1 белый король | h8 чёрный король · h6 белая пешка · b5 чёрная пешка · d5 чёрная пешка · e5 белая пешка · h5 чёрный ферзь · c4 чёрная пешка · d4 белая пешка · e4 чёрный слон · f3 чёрная ладья · b2 белая пешка · d2 белый слон · e2 белый ферзь · g2 белая ладья · h2 белая пешка · h1 белый король | h8 чёрный король · h6 белая пешка · b5 чёрная пешка · d5 чёрная пешка · e5 белая пешка · h5 чёрный ферзь · c4 чёрная пешка · d4 белая пешка · e4 чёрный слон · f3 чёрная ладья · b2 белая пешка · d2 белый слон · e2 белый ферзь · g2 белая ладья · h2 белая пешка · h1 белый король | h8 чёрный король · h6 белая пешка · b5 чёрная пешка · d5 чёрная пешка · e5 белая пешка · h5 чёрный ферзь · c4 чёрная пешка · d4 белая пешка · e4 чёрный слон · f3 чёрная ладья · b2 белая пешка · d2 белый слон · e2 белый ферзь · g2 белая ладья · h2 белая пешка · h1 белый король | h8 чёрный король · h6 белая пешка · b5 чёрная пешка · d5 чёрная пешка · e5 белая пешка · h5 чёрный ферзь · c4 чёрная пешка · d4 белая пешка · e4 чёрный слон · f3 чёрная ладья · b2 белая пешка · d2 белый слон · e2 белый ферзь · g2 белая ладья · h2 белая пешка · h1 белый король | 5 |
| 4 | h8 чёрный король · h6 белая пешка · b5 чёрная пешка · d5 чёрная пешка · e5 белая пешка · h5 чёрный ферзь · c4 чёрная пешка · d4 белая пешка · e4 чёрный слон · f3 чёрная ладья · b2 белая пешка · d2 белый слон · e2 белый ферзь · g2 белая ладья · h2 белая пешка · h1 белый король | h8 чёрный король · h6 белая пешка · b5 чёрная пешка · d5 чёрная пешка · e5 белая пешка · h5 чёрный ферзь · c4 чёрная пешка · d4 белая пешка · e4 чёрный слон · f3 чёрная ладья · b2 белая пешка · d2 белый слон · e2 белый ферзь · g2 белая ладья · h2 белая пешка · h1 белый король | h8 чёрный король · h6 белая пешка · b5 чёрная пешка · d5 чёрная пешка · e5 белая пешка · h5 чёрный ферзь · c4 чёрная пешка · d4 белая пешка · e4 чёрный слон · f3 чёрная ладья · b2 белая пешка · d2 белый слон · e2 белый ферзь · g2 белая ладья · h2 белая пешка · h1 белый король | h8 чёрный король · h6 белая пешка · b5 чёрная пешка · d5 чёрная пешка · e5 белая пешка · h5 чёрный ферзь · c4 чёрная пешка · d4 белая пешка · e4 чёрный слон · f3 чёрная ладья · b2 белая пешка · d2 белый слон · e2 белый ферзь · g2 белая ладья · h2 белая пешка · h1 белый король | h8 чёрный король · h6 белая пешка · b5 чёрная пешка · d5 чёрная пешка · e5 белая пешка · h5 чёрный ферзь · c4 чёрная пешка · d4 белая пешка · e4 чёрный слон · f3 чёрная ладья · b2 белая пешка · d2 белый слон · e2 белый ферзь · g2 белая ладья · h2 белая пешка · h1 белый король | h8 чёрный король · h6 белая пешка · b5 чёрная пешка · d5 чёрная пешка · e5 белая пешка · h5 чёрный ферзь · c4 чёрная пешка · d4 белая пешка · e4 чёрный слон · f3 чёрная ладья · b2 белая пешка · d2 белый слон · e2 белый ферзь · g2 белая ладья · h2 белая пешка · h1 белый король | h8 чёрный король · h6 белая пешка · b5 чёрная пешка · d5 чёрная пешка · e5 белая пешка · h5 чёрный ферзь · c4 чёрная пешка · d4 белая пешка · e4 чёрный слон · f3 чёрная ладья · b2 белая пешка · d2 белый слон · e2 белый ферзь · g2 белая ладья · h2 белая пешка · h1 белый король | h8 чёрный король · h6 белая пешка · b5 чёрная пешка · d5 чёрная пешка · e5 белая пешка · h5 чёрный ферзь · c4 чёрная пешка · d4 белая пешка · e4 чёрный слон · f3 чёрная ладья · b2 белая пешка · d2 белый слон · e2 белый ферзь · g2 белая ладья · h2 белая пешка · h1 белый король | 4 |
| 3 | h8 чёрный король · h6 белая пешка · b5 чёрная пешка · d5 чёрная пешка · e5 белая пешка · h5 чёрный ферзь · c4 чёрная пешка · d4 белая пешка · e4 чёрный слон · f3 чёрная ладья · b2 белая пешка · d2 белый слон · e2 белый ферзь · g2 белая ладья · h2 белая пешка · h1 белый король | h8 чёрный король · h6 белая пешка · b5 чёрная пешка · d5 чёрная пешка · e5 белая пешка · h5 чёрный ферзь · c4 чёрная пешка · d4 белая пешка · e4 чёрный слон · f3 чёрная ладья · b2 белая пешка · d2 белый слон · e2 белый ферзь · g2 белая ладья · h2 белая пешка · h1 белый король | h8 чёрный король · h6 белая пешка · b5 чёрная пешка · d5 чёрная пешка · e5 белая пешка · h5 чёрный ферзь · c4 чёрная пешка · d4 белая пешка · e4 чёрный слон · f3 чёрная ладья · b2 белая пешка · d2 белый слон · e2 белый ферзь · g2 белая ладья · h2 белая пешка · h1 белый король | h8 чёрный король · h6 белая пешка · b5 чёрная пешка · d5 чёрная пешка · e5 белая пешка · h5 чёрный ферзь · c4 чёрная пешка · d4 белая пешка · e4 чёрный слон · f3 чёрная ладья · b2 белая пешка · d2 белый слон · e2 белый ферзь · g2 белая ладья · h2 белая пешка · h1 белый король | h8 чёрный король · h6 белая пешка · b5 чёрная пешка · d5 чёрная пешка · e5 белая пешка · h5 чёрный ферзь · c4 чёрная пешка · d4 белая пешка · e4 чёрный слон · f3 чёрная ладья · b2 белая пешка · d2 белый слон · e2 белый ферзь · g2 белая ладья · h2 белая пешка · h1 белый король | h8 чёрный король · h6 белая пешка · b5 чёрная пешка · d5 чёрная пешка · e5 белая пешка · h5 чёрный ферзь · c4 чёрная пешка · d4 белая пешка · e4 чёрный слон · f3 чёрная ладья · b2 белая пешка · d2 белый слон · e2 белый ферзь · g2 белая ладья · h2 белая пешка · h1 белый король | h8 чёрный король · h6 белая пешка · b5 чёрная пешка · d5 чёрная пешка · e5 белая пешка · h5 чёрный ферзь · c4 чёрная пешка · d4 белая пешка · e4 чёрный слон · f3 чёрная ладья · b2 белая пешка · d2 белый слон · e2 белый ферзь · g2 белая ладья · h2 белая пешка · h1 белый король | h8 чёрный король · h6 белая пешка · b5 чёрная пешка · d5 чёрная пешка · e5 белая пешка · h5 чёрный ферзь · c4 чёрная пешка · d4 белая пешка · e4 чёрный слон · f3 чёрная ладья · b2 белая пешка · d2 белый слон · e2 белый ферзь · g2 белая ладья · h2 белая пешка · h1 белый король | 3 |
| 2 | h8 чёрный король · h6 белая пешка · b5 чёрная пешка · d5 чёрная пешка · e5 белая пешка · h5 чёрный ферзь · c4 чёрная пешка · d4 белая пешка · e4 чёрный слон · f3 чёрная ладья · b2 белая пешка · d2 белый слон · e2 белый ферзь · g2 белая ладья · h2 белая пешка · h1 белый король | h8 чёрный король · h6 белая пешка · b5 чёрная пешка · d5 чёрная пешка · e5 белая пешка · h5 чёрный ферзь · c4 чёрная пешка · d4 белая пешка · e4 чёрный слон · f3 чёрная ладья · b2 белая пешка · d2 белый слон · e2 белый ферзь · g2 белая ладья · h2 белая пешка · h1 белый король | h8 чёрный король · h6 белая пешка · b5 чёрная пешка · d5 чёрная пешка · e5 белая пешка · h5 чёрный ферзь · c4 чёрная пешка · d4 белая пешка · e4 чёрный слон · f3 чёрная ладья · b2 белая пешка · d2 белый слон · e2 белый ферзь · g2 белая ладья · h2 белая пешка · h1 белый король | h8 чёрный король · h6 белая пешка · b5 чёрная пешка · d5 чёрная пешка · e5 белая пешка · h5 чёрный ферзь · c4 чёрная пешка · d4 белая пешка · e4 чёрный слон · f3 чёрная ладья · b2 белая пешка · d2 белый слон · e2 белый ферзь · g2 белая ладья · h2 белая пешка · h1 белый король | h8 чёрный король · h6 белая пешка · b5 чёрная пешка · d5 чёрная пешка · e5 белая пешка · h5 чёрный ферзь · c4 чёрная пешка · d4 белая пешка · e4 чёрный слон · f3 чёрная ладья · b2 белая пешка · d2 белый слон · e2 белый ферзь · g2 белая ладья · h2 белая пешка · h1 белый король | h8 чёрный король · h6 белая пешка · b5 чёрная пешка · d5 чёрная пешка · e5 белая пешка · h5 чёрный ферзь · c4 чёрная пешка · d4 белая пешка · e4 чёрный слон · f3 чёрная ладья · b2 белая пешка · d2 белый слон · e2 белый ферзь · g2 белая ладья · h2 белая пешка · h1 белый король | h8 чёрный король · h6 белая пешка · b5 чёрная пешка · d5 чёрная пешка · e5 белая пешка · h5 чёрный ферзь · c4 чёрная пешка · d4 белая пешка · e4 чёрный слон · f3 чёрная ладья · b2 белая пешка · d2 белый слон · e2 белый ферзь · g2 белая ладья · h2 белая пешка · h1 белый король | h8 чёрный король · h6 белая пешка · b5 чёрная пешка · d5 чёрная пешка · e5 белая пешка · h5 чёрный ферзь · c4 чёрная пешка · d4 белая пешка · e4 чёрный слон · f3 чёрная ладья · b2 белая пешка · d2 белый слон · e2 белый ферзь · g2 белая ладья · h2 белая пешка · h1 белый король | 2 |
| 1 | h8 чёрный король · h6 белая пешка · b5 чёрная пешка · d5 чёрная пешка · e5 белая пешка · h5 чёрный ферзь · c4 чёрная пешка · d4 белая пешка · e4 чёрный слон · f3 чёрная ладья · b2 белая пешка · d2 белый слон · e2 белый ферзь · g2 белая ладья · h2 белая пешка · h1 белый король | h8 чёрный король · h6 белая пешка · b5 чёрная пешка · d5 чёрная пешка · e5 белая пешка · h5 чёрный ферзь · c4 чёрная пешка · d4 белая пешка · e4 чёрный слон · f3 чёрная ладья · b2 белая пешка · d2 белый слон · e2 белый ферзь · g2 белая ладья · h2 белая пешка · h1 белый король | h8 чёрный король · h6 белая пешка · b5 чёрная пешка · d5 чёрная пешка · e5 белая пешка · h5 чёрный ферзь · c4 чёрная пешка · d4 белая пешка · e4 чёрный слон · f3 чёрная ладья · b2 белая пешка · d2 белый слон · e2 белый ферзь · g2 белая ладья · h2 белая пешка · h1 белый король | h8 чёрный король · h6 белая пешка · b5 чёрная пешка · d5 чёрная пешка · e5 белая пешка · h5 чёрный ферзь · c4 чёрная пешка · d4 белая пешка · e4 чёрный слон · f3 чёрная ладья · b2 белая пешка · d2 белый слон · e2 белый ферзь · g2 белая ладья · h2 белая пешка · h1 белый король | h8 чёрный король · h6 белая пешка · b5 чёрная пешка · d5 чёрная пешка · e5 белая пешка · h5 чёрный ферзь · c4 чёрная пешка · d4 белая пешка · e4 чёрный слон · f3 чёрная ладья · b2 белая пешка · d2 белый слон · e2 белый ферзь · g2 белая ладья · h2 белая пешка · h1 белый король | h8 чёрный король · h6 белая пешка · b5 чёрная пешка · d5 чёрная пешка · e5 белая пешка · h5 чёрный ферзь · c4 чёрная пешка · d4 белая пешка · e4 чёрный слон · f3 чёрная ладья · b2 белая пешка · d2 белый слон · e2 белый ферзь · g2 белая ладья · h2 белая пешка · h1 белый король | h8 чёрный король · h6 белая пешка · b5 чёрная пешка · d5 чёрная пешка · e5 белая пешка · h5 чёрный ферзь · c4 чёрная пешка · d4 белая пешка · e4 чёрный слон · f3 чёрная ладья · b2 белая пешка · d2 белый слон · e2 белый ферзь · g2 белая ладья · h2 белая пешка · h1 белый король | h8 чёрный король · h6 белая пешка · b5 чёрная пешка · d5 чёрная пешка · e5 белая пешка · h5 чёрный ферзь · c4 чёрная пешка · d4 белая пешка · e4 чёрный слон · f3 чёрная ладья · b2 белая пешка · d2 белый слон · e2 белый ферзь · g2 белая ладья · h2 белая пешка · h1 белый король | 1 |
|   | a | b | c | d | e | f | g | h |   |

Избинский — Вяхирев
всероссийский турнир любителей памяти М. И. Чигорина, Петербург, 1909 г.
1. е4 е5 2. Кf3 Кс6 3. Сb5 а6 4. Са4 Кf6 5. 0-0 К:е4 6. d4 b5 7. Сb3 d5 8. de Се6 9. с3 Сс5 10. Сс2 0-0 11. Кbd2 f5 12. Кb3 Сb6 13. Кbd4 К:d4 14. К:d4 С:d4 15. сd f4 16. f3 Кg3 17. Ле1 Фh4 18. Фd2 Кf5 19. С:f5 Л:f5 20. Фf2 Фh6 21. Крh1 g5 22. g4 fg 23. Ф:g3 Крh8 24. Сd2 с5 25. Лас1 с4 26. а4 Лаf8 27. аb аb 28. Ла1 Фh5 29. Лg1 h6 30. f4 Лg8 31. fg Лf3 32. Фg2 Сh3 33. Фе2 Cf5 34. gh Л:g1+ 35. Л:g1 Ce4 36. Лg2 (см. диаграмму).
36… Лg3 37. Ф:h5 Л:g2 38. Фf5 Л:d2+ 39. Ф:е4 de 40. e6 Лd1+ 41. Крg2 Ла1 42. d5 Ла8 43. d6 Крg8 44. Крf2 b4 45. Кре2 с3 46. b3 c2 47. Крd2 Лd8 48. d7 Крf8. Белые сдались.